# Фондако-деи-Турки
Фондако деи Турки (итал. Fondaco dei Turchi) — дворец в Венеции, расположен на Гранд-канале. Бывшее турецкое подворье.

## История
Здание с крытыми галереями построено в XIII веке в венето-византийском стиле. Дворец был построен в подражание наиболее роскошным средневизантийским зданиям Константинополя и, в свою очередь, явился прототипом для многих венецианских дворцов.
Название связано с турецкими купцами, которым здание сдавалось в наем в качестве склада и жилья.
Изначально дворец был во владении города и именно здесь принимали гостившего в Светлейшей императора Византии, а также многих других именитых гостей Венеции. После того, как дворцом долгое время владели различные богатые семьи Венеции, c 1621 до 1838 годов он стал собственностью турецкой общины.
Здание было полностью отреставрировано в XIX веке, и теперь в нем находится музей естественной истории Италии (итал. Musei di Storia Naturale d'Italia).

## См.также
- Список дворцов Венеции